# إيست تروي (ويسكونسن)
إيست تروي (بالإنجليزية: East Troy, Wisconsin)‏ هي بلدة تقع في الولايات المتحدة في مقاطعة والورث (ويسكونسن). يقدر عدد سكانها بـ 4,281 نسمة ومساحتها 11.68 كم2 وترتفع عن سطح البحر 254 متر.

## التركيبة السكانية
قام مكتب تعداد الولايات المتحدة بتحديد بيانات التركيبة السكانية لإيست تروي في تعداد الولايات المتحدة. في ما يلي، التركيبة السكانية حسب تعدادي 2000 و2010.

### تعداد عام 2000
بلغ عدد سكان إيست ثيرموبوليس 274 نسمة بحسب تعداد عام 2000، وبلغ عدد الأسر 150 أسرة وعدد العائلات 61 عائلة مقيمة في البلدة. في حين سجلت الكثافة السكانية 1,565.8 نسمة لكل ميل مربع (604.6/كم2). وبلغ عدد الوحدات السكنية 166 وحدة بمتوسط كثافة قدره 948.6 نسمة لكل ميل مربع (366.3/كم2).
وتوزع التركيب العرقي للبلدة بنسبة 91.97% من البيض و 1.46% من الأمريكيين الأصليين و 0.36% من الأمريكيين الأفارقة و 5.11% من عرقين مختلطين أو أكثر.
بلغ عدد الأسر 150 أسرة كانت نسبة 16.0% منها لديها أطفال تحت سن الثامنة عشر تعيش معهم، وبلغت نسبة الأزواج القاطنين مع بعضهم البعض 31.3% من أصل المجموع الكلي للأسر، ونسبة 7.3% من الأسر كان لديها معيلات من الإناث دون وجود شريك، وكانت نسبة 59.3% من غير العائلات. تألفت نسبة 56.0% من أصل جميع الأسر من أفراد ونسبة 38.7% كانوا يعيش معهم شخص وحيد يبلغ من العمر 65 عاماً فما فوق. وبلغ متوسط حجم الأسرة المعيشية 2.61، أما متوسط حجم العائلات فبلغ 1.75.
بلغ العمر الوسطي للسكان 55 عاماً. وكانت نسبة 21.2% من القاطنين تحت سن الثامنة عشر، وكانت نسبة 4.7% بين الثامنة عشر والأربعة وعشرون عاماً، ونسبة 16.1% كانت واقعةً في الفئة العمرية ما بين الخامسة والعشرون حتى والأربعة وأربعون عاماً، ونسبة 25.5% كانت ما بين الخامسة والأربعون حتى الرابعة والستون، ونسبة 32.5% كانت ضمن فئة الخامسة والستون عاماً فما فوق. يوجد لكل 100 أنثى 79.1 ذكر، ويوجد لكل 100 أنثى في الثامنة عشر من عمرها فما فوق 64.9 ذكر.
بلغ متوسط دخل الأسرة في البلدة 18,056 دولار، أما متوسط دخل العائلة فبلغ 30,313 دولار. وكان متوسط دخل الذكور 21,250 دولار مقابل 17,386 دولار للإناث. وسجل دخل الفرد الخاص بالبلدة 11,280 دولار. وكانت نسبة 7.0% من العائلات ونسبة 16.8% من السكان تحت خط الفقر، وكان من هؤلاء نسبة 9.8% تحت سن الثامنة عشر ونسبة 22.4% في الخامسة والستين من العمر وما فوق.

### تعداد عام 2010
بلغ عدد سكان إيست تروي 4,281 نسمة بحسب تعداد عام 2010، وبلغ عدد الأسر 1,737 أسرة وعدد العائلات 1,125 عائلة مقيمة في القرية. في حين سجلت الكثافة السكانية 957.7 نسمة لكل ميل مربع (369.8/كم2). وبلغ عدد الوحدات السكنية 1,866 وحدة بمتوسط كثافة قدره 417.4 لكل ميل مربع (161.2/كم2).
وتوزع التركيب العرقي للقرية بنسبة 95.9% من البيض و 0.5% من الأمريكيين الأصليين و 0.6% من الأمريكيين ذوي الأصول الآسيوية و 0.1% من سكان جزر المحيط الهادئ و 0.4% من الأمريكيين الأفارقة و 1.4% من عرقين مختلطين أو أكثر.
بلغ عدد الأسر 1,737 أسرة كانت نسبة 35.7% منها لديها أطفال تحت سن الثامنة عشر تعيش معهم، وبلغت نسبة الأزواج القاطنين مع بعضهم البعض 48.6% من أصل المجموع الكلي للأسر، ونسبة 11.1% من الأسر كان لديها معيلات من الإناث دون وجود شريك، بينما كانت نسبة 5.1% من الأسر لديها معيلون من الذكور دون وجود شريكة وكانت نسبة 35.2% من غير العائلات. تألفت نسبة 29.2% من أصل جميع الأسر من أفراد ونسبة 10.9% كانوا يعيش معهم شخص وحيد يبلغ من العمر 65 عاماً فما فوق. وبلغ متوسط حجم الأسرة المعيشية 3.04، أما متوسط حجم العائلات فبلغ 2.44.
بلغ العمر الوسطي للسكان 36.1 عاماً. وكانت نسبة 27% من القاطنين تحت سن الثامنة عشر، وكانت نسبة 7.4% بين الثامنة عشر والأربعة وعشرون عاماً، ونسبة 28.1% كانت واقعةً في الفئة العمرية ما بين الخامسة والعشرون حتى والأربعة وأربعون عاماً، ونسبة 25.4% كانت ما بين الخامسة والأربعون حتى الرابعة والستون، ونسبة 12% كانت ضمن فئة الخامسة والستون عاماً فما فوق. وتوزع التركيب الجنسي للسكان بنسبة 49.1% ذكور و50.9% إناث.